# Agonum dolens
Agonum dolens — вид турунів з підродини Platyninae.

## Опис
Жук довжиною від 7 до 8 мм. Тіло бронзове або чорно-бронзове, низ чорний, ноги буро-червоне. Третій проміжок надкрил з трьома, рідко з чотирма порами. Широкий, передньоспинка поперечна.

## Спосіб життя
Гігрофільний вид. Поширений у лісовій зоні та на луках. Личинка не описана.

## Ареал
Поширений від Західної Європи до Сибіру. У Європі населяє країни від Скандинавії і Німеччини до України й Росії, південна межа - Австрія і Словаччина, можливі знахідки на півночі Італії. В Україні мешкає в лісовій зоні, у лісостепу тільки на правому березі Дніпра, звичайний вид; у південних областях відсутній. У Росії трапляється від європейської частини до Забайкалля та Магадану У Польщі рідкісний, трапляється лише по узбережжях великих річок У Франції реєструвався.